# Dexaminoculus lacinimanus
Dexaminoculus lacinimanus is een vlokreeftensoort uit de familie van de Dexaminidae. De wetenschappelijke naam van de soort is voor het eerst geldig gepubliceerd in 1999 door Ortiz & Lalana.